# Nationalbank Serbiens
Die Nationalbank Serbiens (serbisch Narodna Banka Srbije/Народна банка Србије; Abkürzung NBS) ist die Zentralbank der Republik Serbien. Ihre wichtigsten Aufgaben sind der Schutz der Preisstabilität und die Wahrung der finanziellen Stabilität. Gouverneurin der Nationalbank ist seit 2012 Jorgovanka Tabaković. Sie gehört der seit 2012 ebenfalls regierenden SNS an. 
Zu den Kernaufgaben der NBS gehören die Festlegung und Umsetzung der Geldpolitik, die Dinar-Wechselkurspolitik, die Verwaltung der Devisenreserven, die Ausgabe von Banknoten und Münzen sowie die Wartung von effizienten Zahlungs- und Finanzsystemen.
Letzter Gouverneur der Nationalbank Serbiens war seit 2004 Radovan Jelašić. Er trat im März 2010 aus „persönlichen Gründen“ zurück, wobei Kommentatoren den Grund eher in unterschiedlichen Auffassungen zwischen ihm und der serbischen Regierung über die Geldpolitik des Landes sahen.
Anfang August 2012 trat Gouverneur Dejan Šoškić zurück, nachdem die Regierung angekündigt hatte, dem Parlament ein Gesetz vorzulegen, das ihr mehr Kontrolle über die Zentralbank geben soll.